# Nakara
Nakara är ett australiskt språk som talades enligt Australiens folkräkning av 58 personer år 2016. Nakara talas i Nordterritoriet i Australien. Nakara tillhör de gunwingguanska språken..